# Землетрясения на Ближнем Востоке (1759)
Два землетрясения на Ближнем Востоке 1759 года произошли в октябре и в ноябре в Леванте и стали, наряду с Сирийским землетрясением 1202 года, сильнейшими в регионе за всю историю. В результате этих землетрясений были серьёзно повреждены руины Баальбека.

## Расположение тектонических плит
Регион, где произошли землетрясения, расположен около разлома Мёртвого Моря, который протянулся от северной части Красного моря до хребта Тавр. Разлом лежит на границе Аравийской платформы, трение на нём стало причиной также и землетрясения 1202 года.

## Землетрясения
Первое землетрясение случилось 30 октября и продлилось 1 минуту, по шкале Рихтера магнитуда составила, оценочно, 6,6, а по шкале Меркалли — от VIII до IX. В результате погибло 2000 человек в Цфате и в окрестных поселениях.
Второе, более сильное землетрясение, произошло 25 ноября, продлилось 2 минуты и по шкале Рихтера, оценочно, имело магнитуду 7,4, а по шкале Меркалли — IX. В результате были разрушены все деревни в долине Бекаа, серьёзный ущерб получил Дамаск — была разрушена треть города. В Алеппо люди были напуганы, но ущерб был небольшой и смертей не было. Вибрация от землетрясения ощущалась даже в Египте. После этого повторные толчки случались в декабре и январе.